# Julia Conesa Conesa
Julia Conesa Conesa (Oviedo, 25 de mayo de 1919 -  Madrid, 5 de agosto de 1939) fue una modista y activista política de las Juventudes Socialistas Unificadas durante la guerra civil española. Formó parte del grupo de las 13 mujeres fusiladas en el cementerio de la Almudena y que, por ello, pasaron a la historia de España como Las Trece Rosas.

## Biografía
Julia Conesa Conesa, era natural de Oviedo. Murió a los 20 años en el cementerio de Madrid, víctima de la represión franquista, tras la guerra civil española. Julia Conesa perteneció a las llamadas Trece Rosas. Conesa se dedicaba a la costura. Estaba afiliada a las Juventudes Socialistas Unificadas (JSU). Una organización que fue fundada en 1936 como resultado de la unión entre Unión de Juventudes Comunistas y la Federación de Juventudes Socialistas. Su afiliación a esta asociación le permitió colaborar como monitora en las actividades deportivas que las juventudes organizaban. Sin embargo, tuvo que dejar su empleo de monitora, para comenzar a trabajar como cobradora de tranvías, debido a la situación económica que vivía su familia. Vivía en casa de sus padres con su madre y su hermana.

## La detención
En mayo de 1939 se produjo su detención. Conesa fue denunciada por un amigo de su novio y detenida mientras cosía en su casa. La razones de su detención hay que buscarlas en la prevención del régimen franquista ante una temida reorganización de las Juventudes Socialistas Unificadas. Ya que esta organización seguía luchando en la clandestinidad por la defensa de la II República española.
Entre otros detenidos se encontraban Julia y sus 12 compañeras. El suceso que tuvo como consecuencia el arresto de Julia Conesa y las otras 12 jóvenes fue el asesinato del comandante de la Guardia Civil Isaac Gabaldón, así como su hija y su chófer, el 27 de julio de 1939. Este asesinato fue atribuido precisamente a las Juventudes Socialistas Unificadas, organización de la que Conesa formaba parte.
Después de su detención, fueron recluidas en el centro penitenciario de mujeres de Ventas, en Madrid. Los testimonios de aquellos que vivieron estos duros momentos, también revelan aspectos del carácter de esta joven mujer:

Se las llevaron en plena noche y cuando bajaban las escaleras Julia comenzó a cantar el himno de la "joven guardia", todas las demás la siguieron y sus voces se fueron perdiendo poco a poco, minutos después y sobre la sangre de los muchachos, fueron asesinadas.

Durante la estancia de reclusión, Julia Conesa, al igual que el resto de detenidas, solo tenían contacto con el exterior a través de las visitas de los familiares y la correspondencia que existían entre ambas partes, detenidas y familia. Gracias a esas cartas la joven Conesa fue protagonista de una de las frases que más ha trascendido a la historia sobre este hecho. La última carta que se le atribuye a la víctima, termina con una frase que ha hecho fortuna:

Madre, hermanos, con todo el cariño y entusiasmo os pido que no me lloréis nadie. Salgo sin llorar. Me matan inocente, pero muero como debe morir una inocente. Madre, madrecita, me voy a reunir con mi hermana y papá al otro mundo, pero ten presente que muero por persona honrada. Adiós, madre querida, adiós para siempre. Tu hija, que ya jamás te podrá besar ni abrazar. Que mi nombre no se borre en la historia.

Finalmente fue fusilada, al igual que sus compañeras, la madrugada del 5 de agosto del 1939 en la tapia este del cementerio de la Almudena.